# Tongjiaxi
Tongjiaxi (kinesiska: 童家溪) är en köping i sydvästra Kina. Den ligger i stadsdistriktet Beibei i storstadsområdet Chongqing, omkring 19 kilometer nordväst om det centrala stadsdistriktet Yuzhong. Antalet invånare är 21 820. Befolkningen består av 10 127 kvinnor och 11 693 män. Barn under 15 år utgör 9,0 %, vuxna 15-64 år 80 %, och äldre över 65 år 9,0 %.